# Slowakische Badmintonmeisterschaft 1990
Die Slowakische Badmintonmeisterschaft 1990 war die 24. offizielle Auflage der Titelkämpfe im Badminton in der Slowakei. Sie fand vom 7. bis zum 8. April 1990 in Trnava statt.

## Medaillengewinner
| Disziplin    | Gold                           | Silber                         | Bronze                              |
| ------------ | ------------------------------ | ------------------------------ | ----------------------------------- |
| Herreneinzel | Igor Novák                     | Juraj Brestovský               | Ľubomír Čechovský                   |
| Herreneinzel | Igor Novák                     | Juraj Brestovský               | Róbert Ježo                         |
| Dameneinzel  | Ľuba Hanzušová                 | Eva Matyusová                  | Adriana Šidlová                     |
| Dameneinzel  | Ľuba Hanzušová                 | Eva Matyusová                  | Mária Holobradá                     |
| Herrendoppel | Igor Novák Juraj Brestovský    | Juraj Lenárt Ľubomír Čechovský | Ľubomír Schmidtmayer Vladimír Palan |
| Herrendoppel | Igor Novák Juraj Brestovský    | Juraj Lenárt Ľubomír Čechovský | Petr Ludík Róbert Cyprian           |
| Damendoppel  | Ľuba Hanzušová Jana Bérešová   | Eva Matyusová Mária Holobradá  | Adriana Šidlová Viera Kolmanová     |
| Damendoppel  | Ľuba Hanzušová Jana Bérešová   | Eva Matyusová Mária Holobradá  | Ingrid Zavatzka Aurita Hirková      |
| Mixed        | Juraj Brestovský Eva Matyusová | Juraj Lenárt Ľuba Hanzušová    | Petr Ludík Adriana Šidlová          |
| Mixed        | Juraj Brestovský Eva Matyusová | Juraj Lenárt Ľuba Hanzušová    | Bohumil Kašela Jana Bérešová        |